# 大連職業技術学院
大連職業技術学院（だいれんしょくぎょうぎじゅつがくいん、大连职业技术学院、英語：Dalian Vocational & Technical College）は、中華人民共和国遼寧省大連市に位置する市立の短期大学。

## 協定校
- 日本
  - 徳島工業短期大学(2005年)
  - 舞鶴工業高等専門学校(2006年)
  - 石川工業高等専門学校(2009年)